# 桑原住雄
桑原 住雄（くわばら すみお、1924年7月15日 - 2007年12月15日）は、日本の美術評論家。

## 人物・来歴
広島県広島市生まれ。幼少時、両親とともに台湾に渡り旧制台北高校から東京帝国大学に進む。三重海軍航空隊を経て広島で原爆投下により被爆。戦後復学して美術史を専攻。同大学院修了ののち東京新聞社勤務を経て朝日新聞社企画部に入社。1977年筑波大学教授に転じ、その後武蔵野美術大学教授に就任。世田谷美術館開設準備委員など数多くの美術館運営にも参画した。
1993年、脳出血に倒れ療養生活に入り、2007年12月15日心不全で死去。
美術記者として戦後の美術界を精力的に取材してまわった一方、1960年代初頭には米国務省の招聘で渡米し、アメリカ美術の紹介でも先駆的役割を果たした。

## 著書
- 『東京美術散歩』 (角川新書) 角川書店, 1964
- 『日本の自画像』南北社, 1966 沖積舎, 1993.10
- 『日本画の内景 現代日本画論』三彩社, 1974
- 『アメリカ絵画の系譜』(美術選書) 美術出版社, 1977.12
- 『東山魁夷の世界』 (講談社文庫) 1981.6
- 『日本の近代絵画 伝統と創造』(NHK市民大学) 日本放送出版協会, 1985.10
- 『桑原住雄美術論集 日本篇』沖積舎, 1995.12
- 『東山魁夷 美の道、祈りの旅』講談社, 1995.2
- 『桑原住雄美術論集 アメリカ篇』沖積舎, 1996.11
- 『広場の芸術 パブリックアート「記録」1977-1992』桑原住雄, 1998.7
- 『夢マンダラ』詩, 香月泰男画. 桑原住雄, 2002.5

### 共著・解説
- 『現代日本の美術 5 東山魁夷』解説、集英社, 1974
- 『モナ・リザ AからZまで』中山公男,中森義宗共著. 朝日ソノラマ, 1974
- 『日本の名画 15 前田青邨』編集、中央公論社, 1977.4
- 『現代日本画全集 第9巻 岩橋英遠』集英社, 1982.6
- 『東山魁夷ビブリオテカ』解説. 美術出版社, 1982.9
- 『20世紀日本の美術 アート・ギャラリー・ジャパン 16 東郷青児/宮本三郎』田中穣, 桑原住雄責任編集 集英社, 1986.11

### 翻訳
- バーバラ・ローズ『二十世紀アメリカ美術』美術出版社, 1970
- ハロルド・ローゼンバーグ『荒野は壷にのみこまれた 大衆状況のなかの美術』美術出版社, 1972
- エイブラハム・A.デイビッドソン『アメリカ美術の歴史』(アメリカン・ノスタルジア 桑原未知世共訳. PARCO出版局, 1976
- マヌエル・ガッサー『巨匠たちの自画像』下山肇共訳. 新潮選書, 1977.7
- 『ベン・シャーン画集』アール・ヴィヴァン, 蓮見哲弥 編集. リブロポート, 1981.12
- ジョン・ラファージ『画家東遊録』久富貢共訳. 中央公論美術出版, 1981.9
- ジョン・ウィルマーディング『ワイエス画集 3ヘルガ』監修・翻訳 リブロポート, 1987.5
- ジェイムズ・H.ダフ [ほか]著『ワイエス画集 4アメリカン・ヴィジョン ワイエス芸術の3代』監修・翻訳 リブロポート, 1988.4
- ハーリー・F.ゴーグ『ウィレム・デ・クーニング』 (モダン・マスターズ・シリーズ) 斉藤泰嘉共訳. 美術出版社, 1989.10